# Camille Claudel
Camille Claudel (Fère-en-Tardenois, Aisne, Francia; 8 de diciembre de 1864-Montdevergues, Vaucluse; 19 de octubre de 1943) fue una escultora francesa.

## Biografía

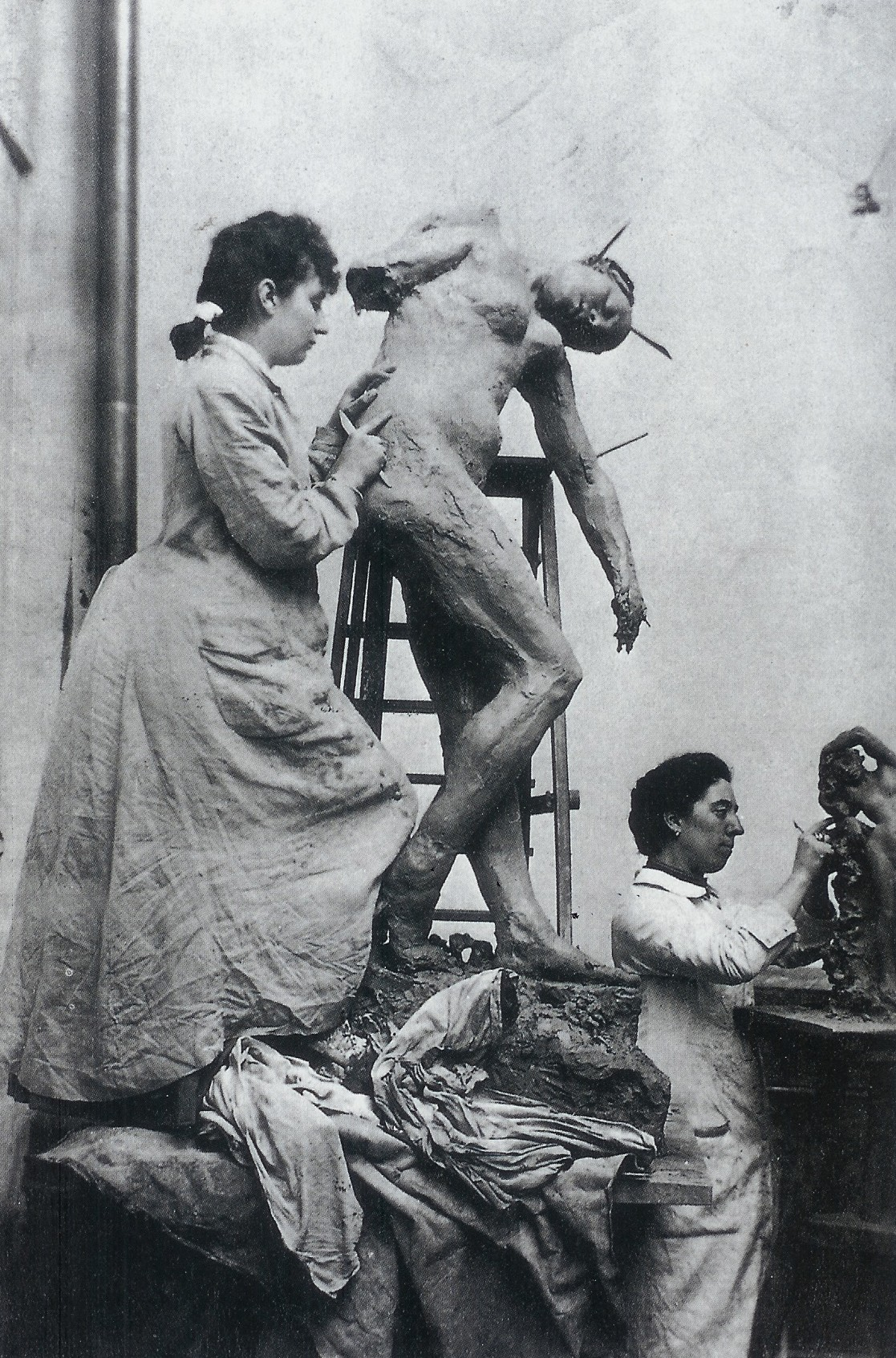
Camille Claudel y Jessie Lipscomb en el taller de Rodin, ca. 1899

Desde su infancia Camille Rosalie Claudel fue una apasionada de la escultura, jugaba con el barro y esculpía a las personas que la rodeaban (familia), incluyendo a su hermano Paul Claudel, a su hermana y a su sirvienta Eugénie Plé. En 1876 su padre fue trasladado a Nogent-sur-Seine, ahí trabajaban Paul Dubois, Director de la Escuela Superior de Bellas Artes de París y su discípulo Alfred Boucher. 
En 1882 Paul Dubois la admite en la Escuela de Bellas Artes. Llega a París en 1883 con el fin de perfeccionar su técnica e ingresar en la Academia Colarossi. Ese mismo año se encuentra por primera vez con Auguste Rodin, mientras el célebre escultor sustituía una clase de su amigo Alfred Boucher. Al año siguiente empieza a trabajar en su taller, posa para él y colabora en la realización de las figuras de La puerta del Infierno. El rostro y el cuerpo de Camille invaden las obras de Rodin en esa época, volviéndola más carnal, más viva y más dulce.
 

La primera biógrafa de Rodin, Judith Cladel, no nombra a Camille debido a que sus padres desconocían la relación amorosa entre su hija y su maestro, pero sí describe su relación en el taller: 
«La hizo venir al taller de la rue de l'Université, la inmiscuyó en sus propios trabajos y durante cuatro o cinco años, ella fue su constante colaboradora, le confiaba el modelar las manos y los pies de las figuras que él componía.»
En 1883, cuando Camille tenía diecinueve años y Rodin, cuarenta y tres, él le escribió una carta de amor: 
«Feroz amiga mía
[...] Esta noche, recorrí (durante horas) sin encontrarte, nuestros lugares, ¡cuán dulce me sería la muerte!  ¿Por qué no me esperaste en el taller? [...] Camille, mi amada a pesar de todo, a pesar de la locura que siento venir y que será obra tuya si esto continúa, ¿por qué no me crees? Abandono mi Dalou, la escultura; [...] Hay momentos en los que francamente creo que te olvidaré. Pero en un solo instante, siento tu terrible poderío. Ten piedad, malvada. No puedo más, no puedo pasar ya un día sin verte. Si no, la atroz locura. Se acabó, ya no trabajo, divinidad malhechora, y sin embargo te amo con furor. Mi Camille, tranquilízate, no tengo amistad con ninguna mujer, y toda mi alma te pertenece.
No puedo convencerte y mis razones son impotentes, mi sufrimiento no lo crees [...] Déjame verte todos los días [...] no dejes a la fea y lenta enfermedad apoderarse de mi inteligencia, el amor ardiente y tan puro que siento por ti, en fin, piedad querida, y tú misma serás recompensada.»
Rodin
Además de ser una de las principales colaboradoras del escultor, fue también su compañera durante algunos años, se convirtió en su modelo y su musa, inspirando obras como La Danaïde o Fugit Amor. Octave Mirbeau escritor y crítico de arte proclamó su genio, ya que a pesar de la influencia de Rodin en la obra de la escultora, ella muestra un toque personal y femenino.

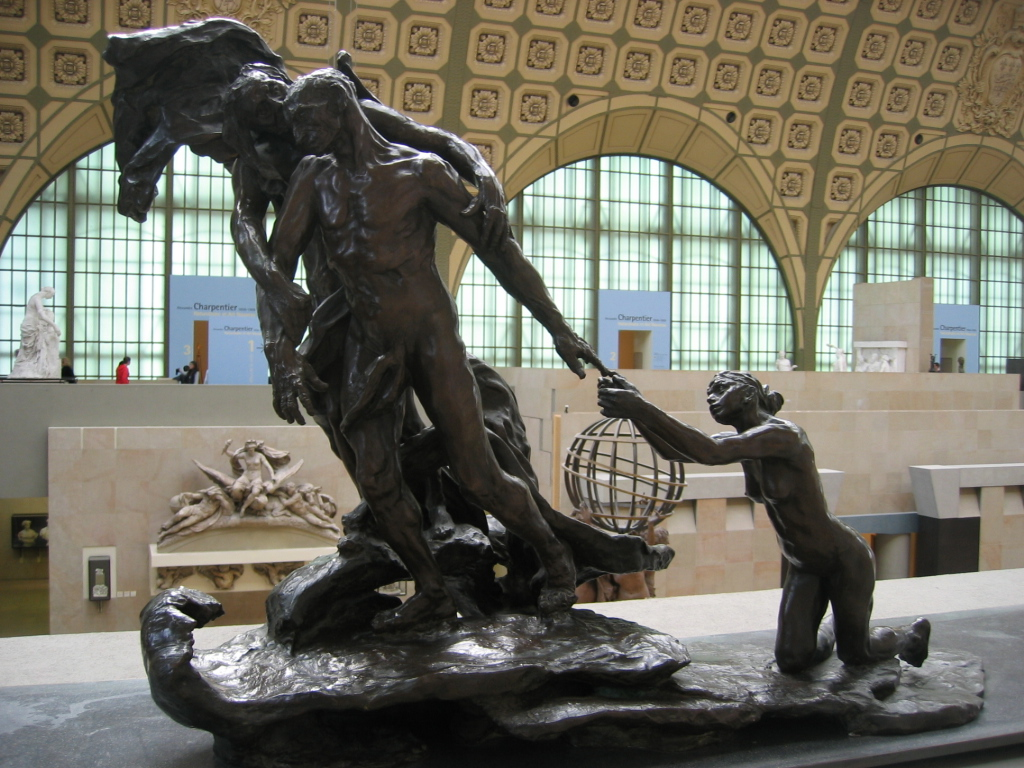
L'Age mûr o La edad madura

En 1886 Rodin realiza el busto de Camille, llevando una cofia a manera típica de una novia de Berry y la titula La pensée o El pensamiento. Al igual que en las obras L'Aurore de 1885 y Camille au bonnet phrygien, el rostro de Camille tiene una mirada perdida.
La pareja frecuentaba los ambientes artísticos y culturales más importantes del París de la época y pasaron juntos largos períodos fuera de la ciudad, sin embargo a Rodin se le relacionó sentimentalmente con Rose Beuret, esta situación sería la inspiración de una de las obras más importantes de Camille: La edad madura. En este conjunto escultórico, Camille se muestra arrodillada y suplicante ante su ruptura con Auguste, justo así es como se nombra L'Implorante, a la escultura en donde ella dirige sus manos hacia Rodin, quien le da la espalda mientras una mujer mitad ángel mitad bruja, que representa a Rose Beuret, se lo lleva. Según los contemporáneos de Camille, con esa escultura se quedaba congelada, eternizada, fijada.
En 1892, parece que Camille toma la iniciativa de romper con Rodin y lo representa acompañado de Rose Beuret en unas caricaturas burlonas en donde los muestra desnudos, tristes y sin complacencia. En esas caricaturas, Camille muestra sus celos y amor dirigidos a Rodin, estos dibujos son un anuncio de L'Age mûr.
A pesar de la separación, de 1892 a 1898, Rodin continúa la protección artística de Camille, envía cartas de recomendación a los críticos de arte más destacados de la época y busca el respaldo de estas recomendaciones con las firmas de Gustave Geffroy, Octave Mirbeau, Roger Marx, Mathias Morhardt, Raymond Bouyer y Gabriel Mourey. Ellos no solo respaldan las recomendaciones, la proponen para encargos de monumentos públicos y la invitan a los salones de vanguardia, como La Libre Esthétique de Bruselas y el Salón de la Societé Nationale des Beaux Arts. En julio de 1895 Auguste interviene ante el director del Ministerio de Bellas Artes para lograr que le sea encargada a Camille una obra para el Estado, como resultado de esta solicitud surge el asunto de L'Age mûr.
Mientras sus obras alcanzan cierto éxito y aparecen con frecuencia artículos sobre ella en las revistas de arte, en medio de una crisis emocional, Camille se encierra en su taller, se aleja del mundo y en diciembre de 1905 realiza su última gran exposición.
Sus crisis nerviosas se agudizaron y comenzó a destruir sus obras, vivió recluida en su casa-taller en medio de la miseria. El único que la apoyaba era su padre, quien se negó reiteradamente a internarla como le pedían sus familiares directos. El 3 de marzo de 1913 muere su padre y el 10 de marzo la internan en el Hospital psiquiátrico de Ville-Évrard. Para julio de ese mismo año su hermano Paul la hospitaliza en Montdevergues, manicomio del cual, a pesar de su recuperación, nunca salió.  
Camille pasó encerrada los últimos treinta años de su vida. Su familia prohibió que recibiera visitas y nunca fueron a verla, salvo su hermano Paul quien la visitó siete veces. Falleció en 1943 y fue enterrada en una tumba sin nombre, solo con los números 1943 -n392, en el pequeño cementerio de la institución mental de Montdevergues.  
A la muerte de Paul Claudel en 1955, se levantó el veto que existía en la familia acerca de Camille y los descendientes quisieron darle una tumba digna. Escribieron a Montdevergues solicitando la ubicación exacta de su tumba y la exhumación para su traslado. La institución les contestó que la tumba había desaparecido, ya que la institución había necesitado una serie de ampliaciones y se habían utilizado los terrenos del pequeño cementerio donde se enterraba a los pacientes olvidados por sus familias.
En 1988 se estrenó la película francesa Camille Claudel, dirigida por Bruno Nuytten, protagonizada por Isabelle Adjani y Gérard Depardieu en los papeles de Camille Claudel y Auguste Rodin.
En 2013 otra película francesa sobre Camille Claudel es dirigida por Bruno Dumont, interpretada por Juliette Binoche y Jean-Luc Vincent. En esta versión se narran, sin sustento histórico, algunos días del encierro en el hospital psiquiátrico de Montdevergues mientras ella espera la visita de su hermano, el poeta Paul Claudel.
El Museo Camille Claudel abrió sus puertas el año 2017 en Nogent-sur-Seine, cerca de París.

## Obras destacadas
| Título                                                                                 | Año                                     | Localización                                                    | Material                       | Dimensiones      |
| -------------------------------------------------------------------------------------- | --------------------------------------- | --------------------------------------------------------------- | ------------------------------ | ---------------- |
| Busto de Rodin                                                                         | c. 1882                                 | Museo Rodin Francia París                                       | Terracota                      | 10.5×37.3x16.4cm |
| Torso de una mujer de pie (Torse de femme debout)                                      | 1888                                    | Colección privada                                               | Bronce                         | 49×35cm          |
| Sakuntala (Vertumno y Pomona)                                                          | 1888 (empezado) hecho en mármol en 1905 | Museo Rodin Francia París                                       | Mármol                         | 91×80.6x41.8cm   |
| Cloto (Camille Claudel)                                                                | 1893                                    | Museo Rodin Francia París                                       | Yeso                           | 89.9×49.3x43cm   |
| Perra hambrienta                                                                       | 1893                                    | Museo Soumaya México                                            | Bronce con pátina café         | 15.2×25.8x11.4cm |
| La edad madura                                                                         | c. 1898 Fundido en bronce en 1913       | Museo Rodin Francia París                                       | Bronce                         | 120×181x70cm     |
| Las habladoras (Les Bavardes)                                                          | 1897                                    | Museo Rodin Francia París                                       | Ónix y Bronce                  | 44.9×42.2x39cm   |
| La ola                                                                                 | c 1897                                  | Museo Soumaya México Ciudad de México                           | Bronce con pátina verde y café | 60.5×46x61cm     |
| El gran vals                                                                           | c. 1898 Fundido en bronce en 1913       | Museo Rodin Francia París Museo Soumaya México Ciudad de México | Bronce                         | 120×181x70cm     |
| La Fortuna (Camille Claudel)                                                           | 1900                                    |                                                                 | Bronce                         | 48×35x17cm       |
| Las conversadoras o La confidencia, también conocida como Las chismosas (Les Bavardes) | c 1905                                  | Museo Soumaya México Ciudad de México                           | Mármol                         | 21.3×29x23.9cm   |